# Наомі Бенкс
Нао́мі Бенкс (англ. Nyomi Banxxx; нар. 14 жовтня 1972 року, Чикаго, Іллінойс, США) — американська порноакторка.

## Порноіндустрія
З 2006 року знялась у понад 70 порнофільмах. У 2009 році перемогла в Urban X Award у номінації Найкраща MILF виконавиця.

## Номінації та нагороди
- 2007 AVN Award номінація — Best Oral Sex Scene, Film — Manhunters[7]
- 2009 Urban X Awards перемога — Best MILF Performer[6]
- 2010 AVN Award номінація — Best Original Song — «Goin' on In» in The Jeffersons: A XXX Parody[8]
- 2011 XRCO Award номінація — Unsung Siren[9]
- 2011 XBIZ Award номінація — Acting Performance of the Year, Female — Official Friday Parody[10]
- 2011 AVN Award номінація — Best Actress — Fatally Obsessed[11]
- 2011 AVN Award номінація — Unsung Starlet of the Year[11]
- 2011 AVN Award номінація — Best Oral Sex Scene — Throat Injection 3[11]
- 2011 Urban X Awards перемога — Female Performer of the Year[12]
- 2011 Urban X Awards перемога — Best Anal Sex Scene — Dynamic Booty 5[12]